# Simdega (Distrikt)
Simdega ist ein Distrikt im indischen Bundesstaat Jharkhand. Die Fläche beträgt 3774 km². Verwaltungssitz ist die gleichnamige Stadt Simdega.

## Geschichte
Bevor der Distrikt 2001 gegründet wurde, war er Teil des Distrikts Gumla. Der Distrikt gehört heute zum naxalitisch-kommunistisch beeinflussten „Roten Korridor“.

## Bevölkerung

### Übersicht
Die Einwohnerzahl lag bei 599.578 (2011). Die Bevölkerungswachstumsrate im Zeitraum von 2001 bis 2011 betrug 16,58 %. Simdega hat ein Geschlechterverhältnis von 997 Frauen pro 1000 Männer und damit einen für Indien häufigen Männerüberschuss. Der Distrikt hatte 2011 eine Alphabetisierungsrate von 67,99 %, eine Steigerung um knapp 14 Prozentpunkte gegenüber dem Jahr 2001. Die Alphabetisierung liegt damit allerdings immer noch unter dem nationalen Durchschnitt. Knapp 51,1 % der Bevölkerung sind Christen, ca. 33,6 % sind Hindus, ca. 2,5 % sind Muslime, ca. 0,1 % sind Buddhisten, und ca. 12,6 % gaben keine Religionszugehörigkeit an oder praktizierten andere Religionen. Der Distrikt gehört damit zu den wenigen Gebieten in Indien mit einer christlichen Bevölkerungsmehrheit. 15,8 % der Bevölkerung sind Kinder unter 6 Jahre.

### Bevölkerungsentwicklung
In den ersten Jahrzehnten des 20. Jahrhunderts wuchs die Bevölkerung im Gegensatz zu anderen Gebieten bereits stark an. Trotz Seuchen, Krankheiten und Hungersnöten. Seither hat sich die Bevölkerungszunahme im Gegensatz zu den meisten Distrikten Jharkhands kaum beschleunigt. Während die Bevölkerung in der ersten Hälfte des 20. Jahrhunderts um rund 57 % zunahm, betrug das Wachstum zwischen 1961 und 2011 90 %. Die Bevölkerungszunahme zwischen 2001 und 2011 lag bei 16,58 % oder rund 85.000 Menschen. Die Entwicklung verdeutlichen folgende Tabellen:
| Jahr      | 1901    | 1911    | 1921    | 1931    | 1941    | 1951    | 1961    | 1971    | 1981    | 1991    |
| Einwohner | 179.857 | 210.096 | 202.128 | 237.371 | 253.770 | 281.912 | 315.806 | 378.731 | 403.900 | 446.421 |

### Bedeutende Orte
Im Distrikt gibt es nebst dem Hauptort Simdega mit 42.944 Einwohnern laut Volkszählung 2011 keine weiteren Orte, die als Städte (towns und census towns) gelten. Die Verstädterung ist daher gering. Denn nur 42.944 der 599.578 Einwohner oder 7,16 % leben in städtischen Gebieten.

### Altersstruktur
Wie überall in Indien ist die Bevölkerung jung. Mehr als 44 % der Einwohnerschaft ist jünger als 20 Jahre. Personen mit einem Alter von 60 Jahren und mehr sind mit 52.854 Personen oder 8,82 % der Bevölkerung im Gegensatz zu den westlichen Industrieländern weit unterdurchschnittlich vertreten.
Bei der letzten Volkszählung im Jahr 2011 ergab sich folgende Altersstruktur:
| Alter  | 0–9 Jahre | 10–19 Jahre | 20–29 Jahre | 30–39 Jahre | 40–49 Jahre | 50–59 Jahre | 60–69 Jahre | 70–79 Jahre | 80–89 Jahre | 90–99 Jahre | 100 Jahre+ | Alter unbekannt |
| Anzahl | 135.263   | 130.303     | 92.293      | 77.344      | 66.216      | 44.963      | 36.826      | 12.733      | 2536        | 600         | 159        | 342             |
| Anteil | 22,56 %   | 21,73 %     | 15,39 %     | 12,90 %     | 11,04 %     | 7,50 %      | 6,14 %      | 6,00 %      | 0,42 %      | 0,10 %      | 0,03 %     | 0,06 %          |

### Volksgruppen
In Indien teilt man die Bevölkerung in die drei Kategorien general population, scheduled castes und scheduled tribes ein. Die scheduled castes (anerkannte Kasten) mit (2011) 44.674 Menschen (7,45 Prozent der Distriktsbevölkerung) werden heutzutage Dalit genannt (früher auch abschätzig Unberührbare genannt). Die scheduled tribes sind die anerkannten Stammesgemeinschaften mit (2011) 424.407 Menschen (70,78 Prozent der Distriktsbevölkerung), die sich selber als Adivasi bezeichnen. Zu ihnen gehören in Jharkhand 32 Volksgruppen. Simdega gehört zu denjenigen Bezirken, in denen die scheduled tribes die Mehrheit der Einwohnerschaft bilden. Mehr als 5000 Angehörige zählen die
Munda (142.640 Personen oder 23,79 % der Bevölkerung), Kharia (107.893 Personen oder 17,99 % der Bevölkerung), Oraon (85.452 Personen oder 14,25 % der Bevölkerung), Gond (24.475 Personen oder 4,08 % der Bevölkerung), Lohra (22.577 Personen oder 3,76 % der Bevölkerung), Chik Baraik (19.640 Personen oder 3,27 % der Bevölkerung), Binjhia (10.710 Personen oder 1,79 % der Bevölkerung) und Kawar (5902 Personen oder 0,98 % der Bevölkerung).

### Bevölkerung des Distrikts nach Bekenntnissen
Eine knappe Mehrheit der Bewohner des Distrikts sind Christen. Doch gibt es starke Minderheiten von Hindus und von Anhängern der Rubrik Andere Religionen. Letztere sind fast allesamt Anhänger von traditionellen Religionen unter den Adivasi.
Fast alle Christen gehören zu den scheduled tribes. In den zehn Blocks des Distrikts haben die Christen Anteile von 39,85 % (Bano) bis 65,04 % (Thethaitangar). Und sind in sechs der zehn Blocks in der Mehrheit. Die Hindus erreichen in den zehn Blocks Anteile zwischen 21,67 % (Bansjor) und 43,97 % (Kurdeg). Doch sind sie in keinem der zehn Blocks die größte Religionsgemeinschaft.
Obschon der überwiegende Teil der anerkannten Stammesgemeinschaften zum Christentum übergetreten ist, gibt es noch eine beachtliche Minderheit an Anhängern der Traditionellen Religionen (Sarnaismus). In den drei Blocks Bano, Bansjor und Jaldega sind es jeweils mehr als 20 % der Bevölkerung. Die niedrigste Zahl an Anhängern der Traditionellen Religionen erreicht der Block Simdega (4,26 Prozent); der höchste Wert wird mit 23,11 Prozent im Block Jaldega erreicht. Es gibt noch eine kleinere muslimische Minderheit, die mit 6,59 % Anteil im Block Simdega ihre Hochburg hat (sonst zwischen 0,20 % und 3,09 %). Die genaue religiöse Zusammensetzung der Bevölkerung zeigt folgende Tabelle:
| Jahr                                   | Buddhisten | Buddhisten | Christen | Christen | Hindus  | Hindus | Jainas | Jainas | Muslime | Muslime | Sikhs | Sikhs | Andere Religionen | Andere Religionen | keine Angaben | keine Angaben | Total   | Total    |
| Jahr                                   | Zahl       | %          | Zahl     | %        | Zahl    | %      | Zahl   | %      | Zahl    | %       | Zahl  | %     | Zahl              | %                 | Zahl          | %             | Zahl    | %        |
| -------------------------------------- | ---------- | ---------- | -------- | -------- | ------- | ------ | ------ | ------ | ------- | ------- | ----- | ----- | ----------------- | ----------------- | ------------- | ------------- | ------- | -------- |
| 2011                                   | 753        | 0,13       | 306.601  | 51,14    | 201.524 | 33,61  | 114    | 0,02   | 15.103  | 2,52    | 51    | 0,01  | 73.930            | 12,33             | 1502          | 0,25          | 599.578 | 100,00 % |
| Quelle: Ergebnis der Volkszählung 2011 |            |            |          |          |         |        |        |        |         |         |       |       |                   |                   |               |               |         |          |

## Bildung
Dank bedeutender Anstrengungen steigt die Alphabetisierung. Sie ist dennoch noch weit weg vom Ziel der kompletten Alphabetisierung. Typisch für indische Verhältnisse sind die starken Unterschiede zwischen Stadt und Land sowie den Geschlechtern. Neun von zehn Männern in den Städten können lesen und schreiben – aber weniger als drei von fünf Frauen auf dem Land. Seit der Gründung des Bundesstaats Jharkhand hat sich die Einschulungsrate deutlich erhöht. Mittlerweile gehen laut Angaben des Bundesstaats Jharkhand rund 95 % der Kinder im entsprechenden Alter in die Grundschule. Dies hat zu einem deutlichen Anstieg der Alphabetisierung zwischen 2001 und 2011 geführt.
| Alphabetisierung im Distrikt Simdega                |                   |                   |                   |                   |
| Einheit                                             | Volkszählung 2001 | Volkszählung 2001 | Volkszählung 2011 | Volkszählung 2011 |
| Einheit                                             | Anzahl            | Anteil            | Anzahl            | Anteil            |
| GESAMT                                              | 224.653           | 53,02 %           | 343.483           | 67,99 %           |
| Männer                                              | 134.541           | 63,73 %           | 191.991           | 76,08 %           |
| Frauen                                              | 90.112            | 42,40 %           | 151.492           | 59,92 %           |
| STADT GESAMT                                        | 22.816            | 79,68 %           | 32.067            | 85,46 %           |
| Stadt-Männer                                        | 12.658            | 85,56 %           | 17.077            | 89,22 %           |
| Stadt-Frauen                                        | 10.158            | 73,39 %           | 14.990            | 81,54 %           |
| LAND GESAMT                                         | 201.837           | 51,09 %           | 311.416           | 66,59 %           |
| Land-Männer                                         | 121.883           | 62,08 %           | 174.914           | 75,00 %           |
| Land-Frauen                                         | 79.954            | 40,24 %           | 136.502           | 58,23 %           |
| Quelle: Ergebnisse der Volkszählungen 2001 und 2011 |                   |                   |                   |                   |